# Stade Maurice Dufrasne
Le stade Maurice-Dufrasne, qui accueille les matchs à domicile du Standard de Liège, doit son appellation au cinquième président du club (en fonction de 1909 à 1931) mais est plus connu en Belgique sous le nom de stade de Sclessin, quartier de l'agglomération liégeoise où il est situé. Son implantation à proximité des usines sidérurgiques ArcelorMittal, le long de la Meuse, confère une atmosphère particulière à l'enceinte, communément appelée « Enfer de Sclessin » en raison de l'ardeur des supporters qui s'y regroupent pour manifester leur soutien aux joueurs du Matricule 16.

## Histoire

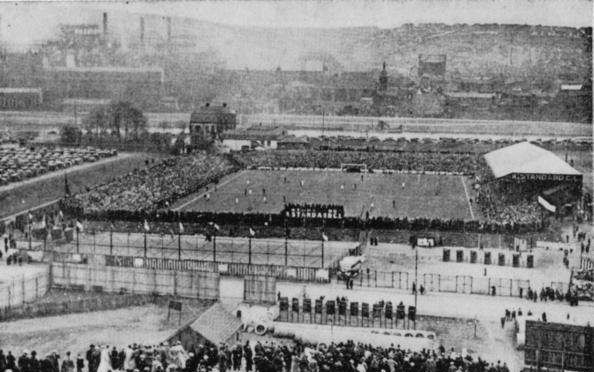
Le stade en 1925, depuis le terril Perron ouest.

Après avoir évolué sur les collines de Cointe, au vélodrome de la Boverie ou encore à Grivegnée, le Standard de Liège, qui dut quitter ces différents endroits, trouve un bout de prairie à Sclessin (quartier de ce qui était la commune d'Ougrée) en 1909 en bord de Meuse.
Ils louent alors ce terrain pour 300 francs belges par an et année après année, le stade se modifie si bien qu'en 1925, la capacité du stade fut portée à 20 000 places. En 1940, on érigea une grande tribune debout en béton de 10 000 places.
En 1972, le Stade de Sclessin est l'un des quatre stades qui accueillent Euro 72 et voit se jouer la petite finale où la Belgique s'impose contre la Hongrie, 2 à 1.
Le stade atteint sa capacité maximale en 1973 avec 43 000 places. En 1985, 1992 et 1995 ont eu lieu des rénovations importantes lors desquelles trois nouvelles tribunes ont été bâties.

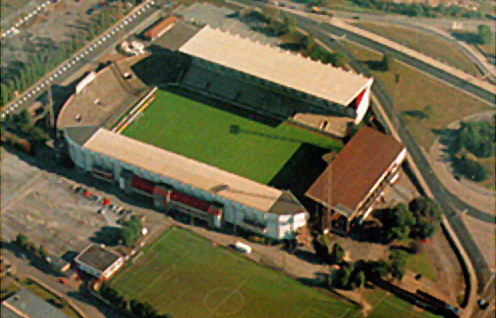
Le stade en 1994. Il comprend alors deux tribunes latérales nouvellement construites, et deux tribunes anciennes qui disparaîtront bientôt.

Pour accueillir l'Euro 2000, le stade a été une nouvelle fois transformé en 1999 pour devenir un magnifique "temple du football", aux couleurs du club, avec 27 500 places assises. Trois rencontres y sont organisées lors du tournoi (Allemagne-Roumanie, Norvège-RF Yougoslavie, Danemark-République tchèque).
En 2006, le stade a été doté d'une toute nouvelle pelouse chauffée pour un montant de plus d'un million d'euros. Le Standard de Liège, champion de Belgique en 2007/2008 et 2008/2009, est connu pour sa capacité à rassembler des supporters venus des quatre coins de Belgique malgré la frontière linguistique.
Les supporters du Standard, renommés pour leur ferveur, se répartissent en quatre grands groupes installés dans les tribunes 2, 3 et 4 : le « Kop Rouches 68 » (en tribune 2), premier groupe de supporters; le « Hell Side 81 (HS81) » (en tribune 3), ayant une approche anglo-saxonne; les « Ultra Inferno 96 (UI96) » (en tribune 3), au caractère latin; et le « Publik Hysterik Kaos 04 (PHK 04)» (tribune 4).
En décembre 2009, le standard avait annoncé son intention de faire passer la capacité de "l'enfer rouche" à 50 000 places dont 4 000 places VIP. Il s'agissait de rivaliser avec les grands d'Europe mais aussi d'organiser la Coupe du monde en 2018 ou 2022 conjointement avec les Pays-Bas (comme pour l'Euro 2000). Le stade aurait alors été catégorisé 4 ou 5 étoiles selon les normes UEFA de l'époque. Une nouvelle enceinte à Coronmeuse, soit de l'autre côté de la ville, ou sur un site charbonnier à Glain fut également envisagée.
En décembre 2010, la capacité du stade est revue à la baisse à 40 000 places à la suite de la non-obtention de la coupe du monde 2018 ou 2022 et sera portée à 30 023 places en 2012.
En 2011, Roland Duchâtelet achète le Standard de Liège et mettra en place divers projets pour rénover le stade (avec par exemple un toit amovible et une pelouse artificielle, s'inspirant du Parken Stadium, le stade du FC Copenhague).
Finalement, après des altercations avec les supporters, Roland Duchâtelet cède le club à Bruno Venanzi en 2015. Lors du business meeting suivant, un projet visant la rénovation est lancé et programmé pour une réalisation en 2019.
Le 28 juin 2019, le permis de construction du nouveau stade est déposé par le club. Les plans prévoient la fermeture complète de l'arène via notamment une destruction et reconstruction de la tribune 2 et un allongement des tribunes 3 et 4. Une coursive dotée de cellules commerciales sera également construite autour de la structure et un parking souterrain sera également aménagé. Cette refonte complète de l'esplanade verra la disparition de l'ancien terrain du Standard Femina.

## Noms et surnoms
Le stade est nommé d'après le cinquième président du Standard de Liège, Maurice Dufrasne, qui fut le président du club mosan de 1905 jusqu'en 1925-26. C'est en effet sous son ère que les premières grandes constructions importantes sont menées.
Mais le Stade Maurice-Dufrasne est plus connu sous le nom de Stade de Sclessin, Sclessin étant l'un des quartiers de la ville de Liège depuis la fusion des communes en 1977.
En ce qui concerne les surnoms, le stade est souvent est dénommé « Enfer de Sclessin », une appellation qui est apparue la première fois le 4 février 1959, après le succès du Standard de Liège face au Stade de Reims, 2 à 0 lors des quarts de finale de la Coupe des clubs champions. C'est un journaliste français qui émit ce surnom pour la première fois.
Un surnom qui sera popularisé trois ans plus tard par Luc Varenne (RTBF) et Raymond Arets (Les Sports), toujours lors des quarts de finale de la Coupe des clubs champions où le Standard inflige un 4 à 1 au Rangers Football Club.
L'expression « Chaudron de Sclessin » est également dérivée de celui-ci, faisant référence aux usines ArcelorMittal situées en face du stade.

## Clubs accueillis
Le stade appartient aujourd'hui au Standard de Liège qui y a élu domicile depuis plus d'un siècle.
Mais l'équipe première n'est pas la seule à y évoluer puisque la section féminine y a disputé des matchs de Ligue des champions, de Super League et de BeNe League sur le terrain principal. Jusqu'en 2012, elle a joué ses rencontres de championnat sur les terrains B et C, remplacés respectivement durant les années 2010 par les parkings I et A.
Le RFC Liège y a disputé plusieurs matchs durant sa dernière année en division 1. En effet, le club exilé du Stade Vélodrome de Rocourt avait trouvé refuge au début de la saison 1994-1995 au Kehrweg d'Eupen mais terminé celle-ci dans les installations de son plus grand rival.
L'équipe nationale belge (les Diables rouges) y joue de manière occasionnelle : 
|    | Date             | Match                           | Score | Compétition                                                           |
| -- | ---------------- | ------------------------------- | ----- | --------------------------------------------------------------------- |
| 1  | 2 janvier 1927   | Belgique – Tchécoslovaquie      | 2 - 3 | Match amical                                                          |
| 2  | 12 février 1928  | Belgique - État libre d'Irlande | 2 - 4 | Match amical                                                          |
| 3  | 22 mai 1949      | Belgique - Pays de Galles       | 3 - 1 | Match amical                                                          |
| 4  | 25 mai 1966      | Belgique - Rép. d'Irlande       | 2 - 3 | Match amical                                                          |
| 5  | 23 février 1969  | Belgique – Espagne              | 2 - 1 | Éliminatoires de la Coupe du monde 1970 (zone Europe, groupe 6)       |
| 6  | 3 février 1971   | Belgique – Écosse               | 3 - 0 | Éliminatoires du Championnat d'Europe 1972 (groupe 5)                 |
| 7  | 18 mai 1972      | Belgique – Islande              | 4 - 0 | Éliminatoires de la Coupe du monde 1974 (zone Europe, groupe 3)       |
| 8  | 17 juin 1972     | Belgique – Hongrie              | 2 - 1 | Championnat d'Europe de football 1972 (match pour la troisième place) |
| 9  | 17 avril 1974    | Belgique – Pologne              | 1 - 1 | Match amical                                                          |
| 10 | 6 septembre 1975 | Belgique – Islande              | 1 - 0 | Éliminatoires du Championnat d'Europe 1976 (groupe 7)                 |
| 11 | 10 novembre 1976 | Belgique - Irlande du Nord      | 2 - 0 | Éliminatoires de la Coupe du monde 1978 (zone Europe, groupe 4)       |
| 12 | 21 décembre 1977 | Belgique – Italie               | 0 - 1 | Match amical                                                          |
| 13 | 30 mars 1999     | Belgique - Égypte               | 0 - 1 | Match amical                                                          |
| 14 | 7 septembre 1999 | Belgique - Maroc                | 4 - 0 | Match amical                                                          |
| 15 | 11 octobre 2003  | Belgique - Estonie              | 2 - 0 | Éliminatoires du Championnat d'Europe 2004 (groupe 8)                 |
| 16 | 6 septembre 2008 | Belgique - Estonie              | 3 - 2 | Éliminatoires de la Coupe du monde 2010 (zone Europe, groupe 5)       |
| 17 | 11 novembre 2011 | Belgique - Roumanie             | 2 - 1 | Match amical                                                          |
| 18 | 4 septembre 2014 | Belgique - Australie            | 2 - 0 | Match amical                                                          |
| 19 | 31 août 2017     | Belgique - Gibraltar            | 9 - 0 | Éliminatoires de la Coupe du monde 2018 (groupe H)                    |

## Capacité
Le stade dispose de 30 023 places. En Belgique, seul le Stade Roi Baudouin en compte davantage (50 093).
- Tribune I (9 033 places) - côté rue de la Centrale
- Tribune II (7 336 places) - côté rampe du pont d'Ougrée
- Tribune III (6 887 places) - côté rue Ernest Solvay
- Tribune IV (6 767 places) - côté Meuse

La capacité effective est cependant ramenée à 27 670 places lors des compétitions nationales. Sclessin occupe alors la troisième position nationale de ce classement particulier puisque le Jan-Breydel Stadion de Bruges est autorisé à accueillir 29 042 supporters.

## Événements
- Championnat d'Europe de football 1972
- Finale de la Coupe de Belgique de football 1993-1994
- Championnat d'Europe de football 2000
- Finale de la Coupe de Belgique féminine de football 2022-2023

### Championnat d'Europe de football 1972
| Date    | Tour                  | Équipe   | Score | Équipe  | Affluence |
| ------- | --------------------- | -------- | ----- | ------- | --------- |
| 17 juin | Finale de consolation | Belgique | 2 - 1 | Hongrie | 9 000     |

### Championnat d'Europe de football 2000
| Date    | Tour | Groupe | Équipe    | Score | Équipe             | Affluence |
| ------- | ---- | ------ | --------- | ----- | ------------------ | --------- |
| 12 juin | 1er  | A      | Allemagne | 1 - 1 | Roumanie           | 25 000    |
| 18 juin | 1er  | C      | Norvège   | 0 - 1 | RF Yougoslavie     | 24 000    |
| 21 juin | 1er  | D      | Danemark  | 1 - 1 | République tchèque | 25 000    |

## Moyens d'accès

### Voiture
Les jours de match, la rue Ernest-Solvay qui longe l'enceinte est complètement bloquée, dès l'entrée sur le parking terril, les voitures sont alors soit déviées vers le parking, soit sur le quai Vercourt via la rue Gilles-Galler.

### Station Standard

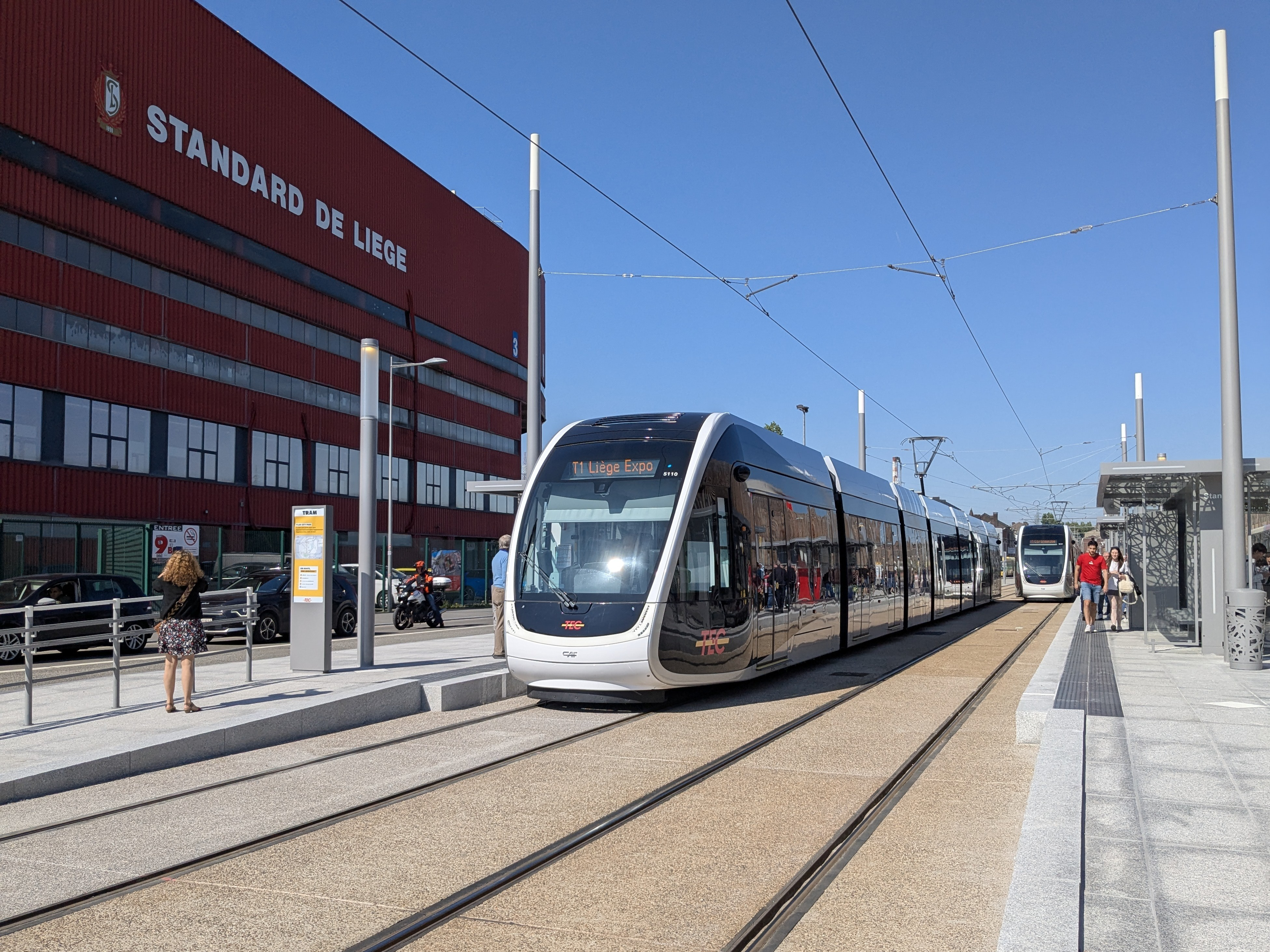
La Station Standard avec une partie du stade sur la gauche.

Depuis 2025, le Stade est devenu l'une des deux extrémité de la ligne T1. La dernière station de la ligne porte d'ailleurs le nom du club : Standard. En plus du tram, elle est devenue le terminus de 12 lignes de bus et permet aux navetteurs de passer du Tram au bus ou du bus au Tram. C'est donc un arrêt obligatoire pour tout navetteurs voulant soit poursuivre leur trajets vers la ville avec le tram ou désirant se rendre vers une grande partie de la périphérie ouest et sud-ouest de l'aglomération. En face du Stade se trouve la gare multimodale du TEC Liège-Verviers du tout nouveau tram de Liège. 
Les jours de matchs, le tram ne dessert plus la station environ 1 h 30 avant le match pour des raisons de sécurité et de gestion des flux de supporters. Le tram prend alors pour terminus la station Place Ferrer, une station avant, et les bus à l'arrêt Pont des Modeleurs. 
- T1 : Standard (Sclessin) - Centre de Liège (Liège) - Coronmeuse (Liège) - Liège Expo (Droixhe)
- 8 : Standard (Sclessin) - Sart Tilman/CHU (Angleur)
- 9 : Standard (Sclessin) - Beauséjour (Seraing) (Passe par Jemeppe-sur-Meuse et Seraing)
- 10 : Standard (Sclessin) - Les Chaffours (Flémalle) (Passe par Jemeppe-sur-Meuse et Flémalle)
- 43 : Standard (Sclessin) - Bois de l'Abbaye/Beauséjour (Seraing) (Passe par Jemeppe-sur-Meuse et Seraing)
- 44 : Standard (Sclessin) - Sart Tilman/CHU (Angleur) (Passe par Ougrée et Seraing)
- 45 : Standard (Sclessin) - Boncelles (Seraing) (Passe par Ougrée, Gros Hêtre et Boncelles)
- 88 : Standard (Sclessin) - Hardemont/Fagnes (Engis) (Passe par Ivoz-Ramet, Flémalle et Engis)
- 89 : Standard (Sclessin) - Stockay (Saint-Georges-sur-Meuse) (Passe par Ivoz-Ramet, Flémalle et Stockay)
- 90 : Standard (Sclessin) - Warzéé (Ouffet) (Passe par Boncelles, Anthisnes et Ouffet)
- 91 : Standard (Sclessin) - Huy (Huy) (Passe par Seraing, Ivoz-Ramet, Engis, Amay, Tihange et Huy)
- 94 : Standard (Sclessin) - Warzé (Ouffet) (Passe par Boncelles, Neuville, Tinlot, Ouffet)
- 146 : Standard (Sclessin) - Les Trixhes (Flémalle) (Passe par Jemeppe-sur-Meuse, Flémalle) Uniquement les jours scolaires

### Train
Le réseau de la SNCB permet d'accéder à l'enceinte grâce à deux gares situées à environ quinze minutes à pied de celle-ci , : Sclessin et Ougrée (sur l'autre rive de la Meuse).
 Ligne 125 Omnibus L
- Namur (Namur), Marche-les-Dames (Namur), Namêche (Andenne), Sclaigneaux (Andenne), Château-de-Seilles (Andenne), Andenne (Andenne), Bas-Oha (Wanze), Statte (Huy), Huy (Huy), Ampsin (Amay), Amay (Amay), Haute-Flône (Amay), Engis (Engis), Flémalle-Haute (Flémalle), Leman (Flémalle), Flémalle-Grande (Flémalle), Jemeppe-sur-Meuse (Seraing), Pont-de-Seraing (Seraing), Sclessin (Liège), Liège-Guillemins (Liège).

 Ligne 125A Suburbain S
- Flémalle-Haute (Flémalle), Seraing (Seraing), Ougrée (Seraing), Liège-Guillemins (Liège), Liège-Carré (Liège), Liège-Saint-Lambert, Herstal (Herstal), Milmort (Herstal), Liers (Herstal).

## Dans la culture populaire
Le stade a été utilisé comme illustration de la pochette du jeu vidéo de football FIFA 10.
Il apparait dans les films Je suis supporter du Standard (2013) de Riton Liebman ainsi que dans Standard Le Film (2014), documentaire de Benjamin Marquet.
Jusqu'en 2018, l'enceinte rouche recevait une visibilité importante puisqu'un monument du sport professionnel la longeait chaque année. En effet, pendant vingt-sept éditions et dans les derniers kilomètres, les coureurs de la doyenne des classiques Liège-Bastogne-Liège passaient le pont d'Ougrée et contournaient le stade.

## Anecdote
C'est à Sclessin qu'est revenu l'honneur de recevoir pour la première fois en Belgique le "Roi" Pelé, à l'occasion d'une partie amicale Standard-Santos le 26 mai 1959. Un an plus tôt, il avait emmené la Seleção à son premier titre mondial.

## Galerie

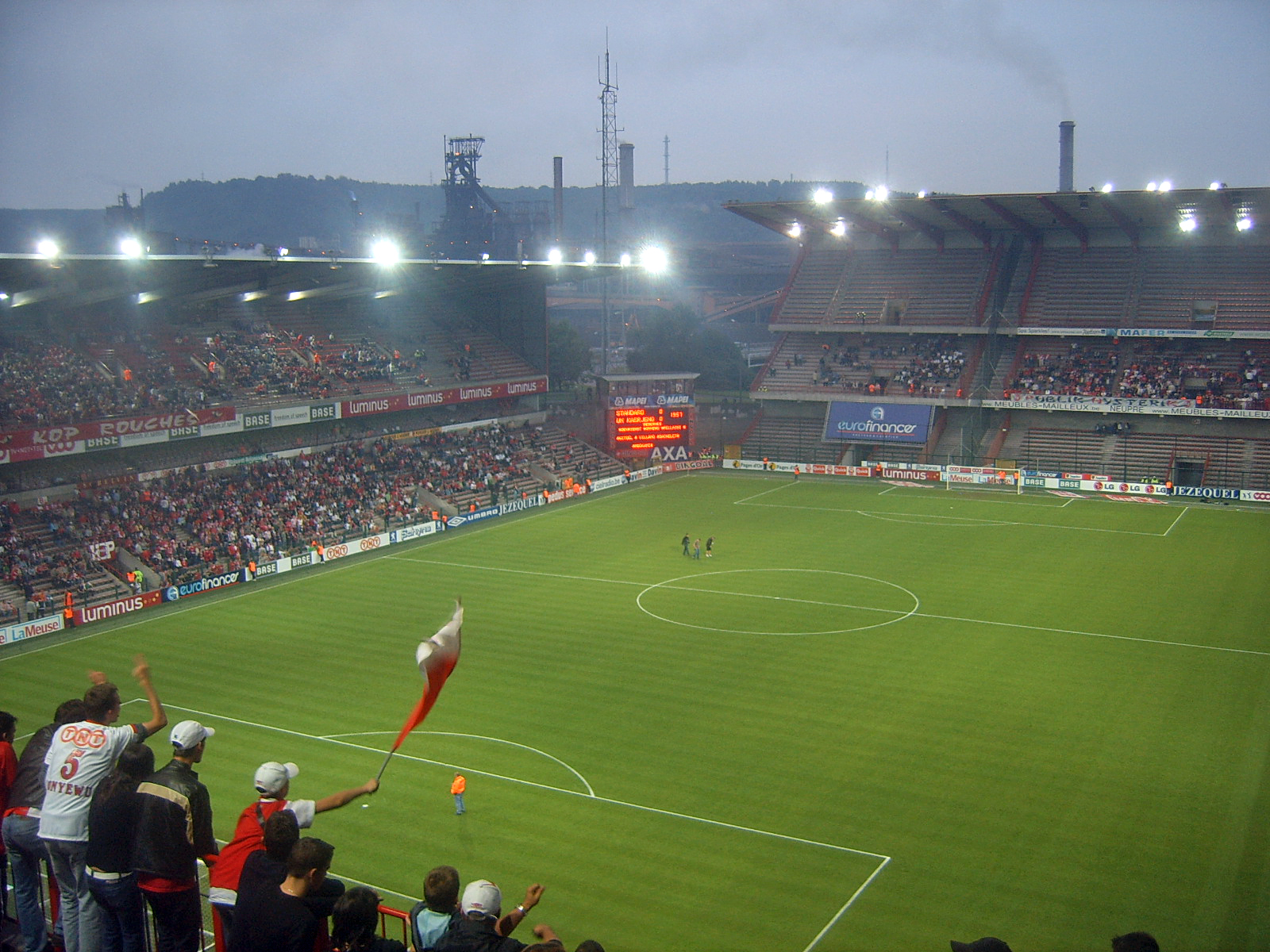
Côté terril (Tribune 3) : à l'arrière plan, le haut-fourneau d'Ougrée d'Arcelor Mittal et la colline du Sart Tilman
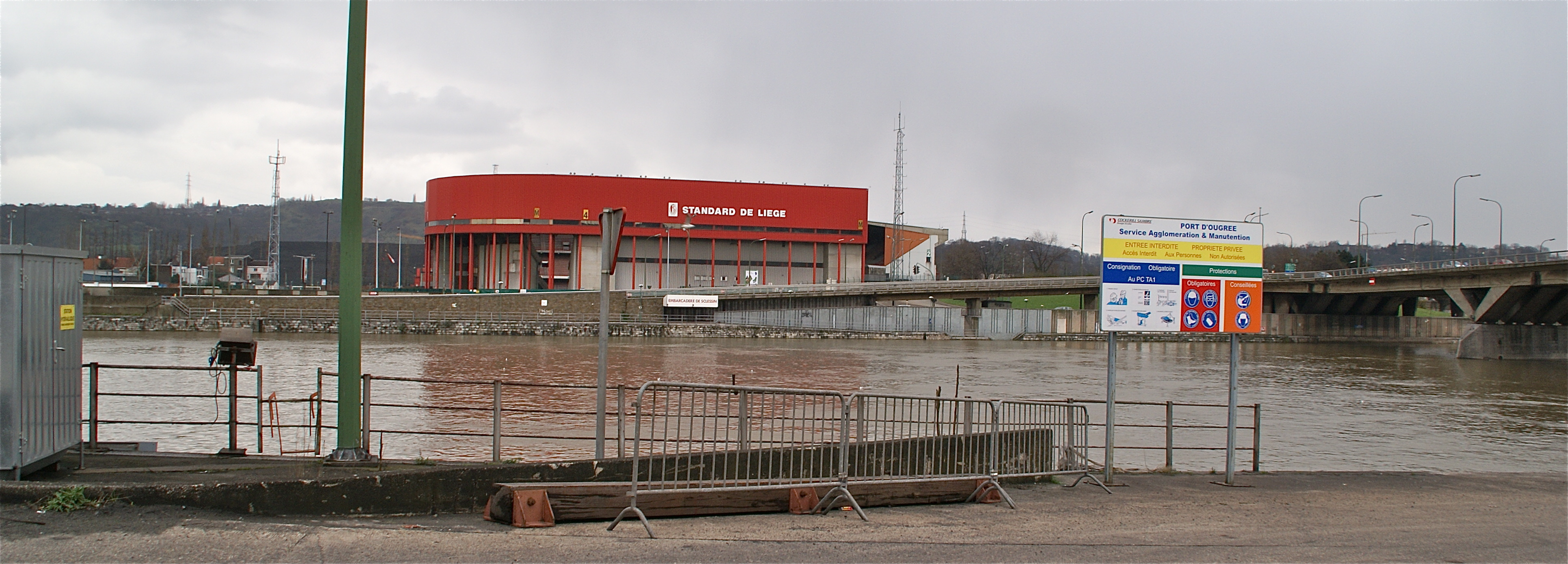
Vue depuis le Port d'Ougrée
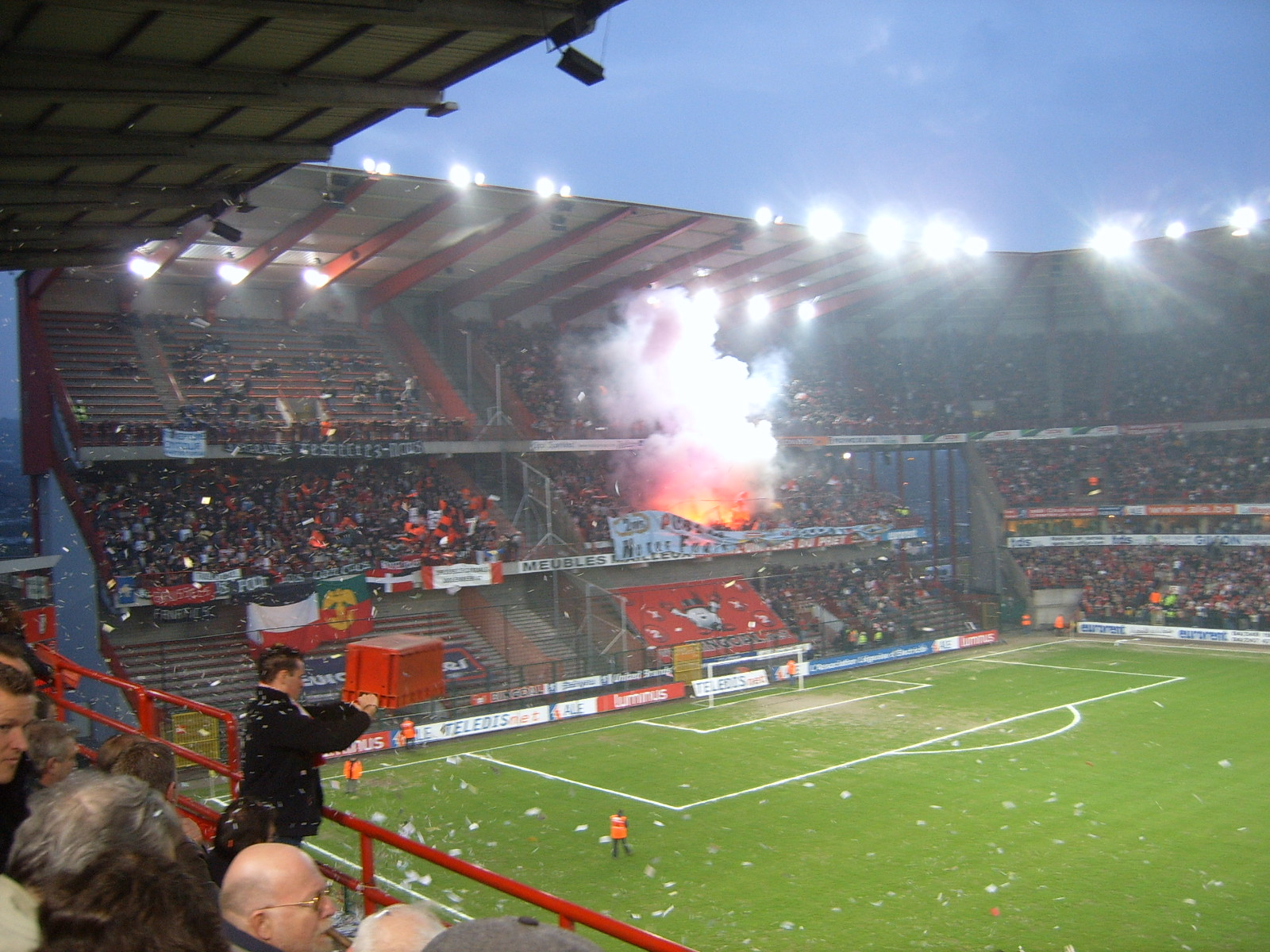
Côté Meuse (Tribune 4) : Tifo du PHK 04
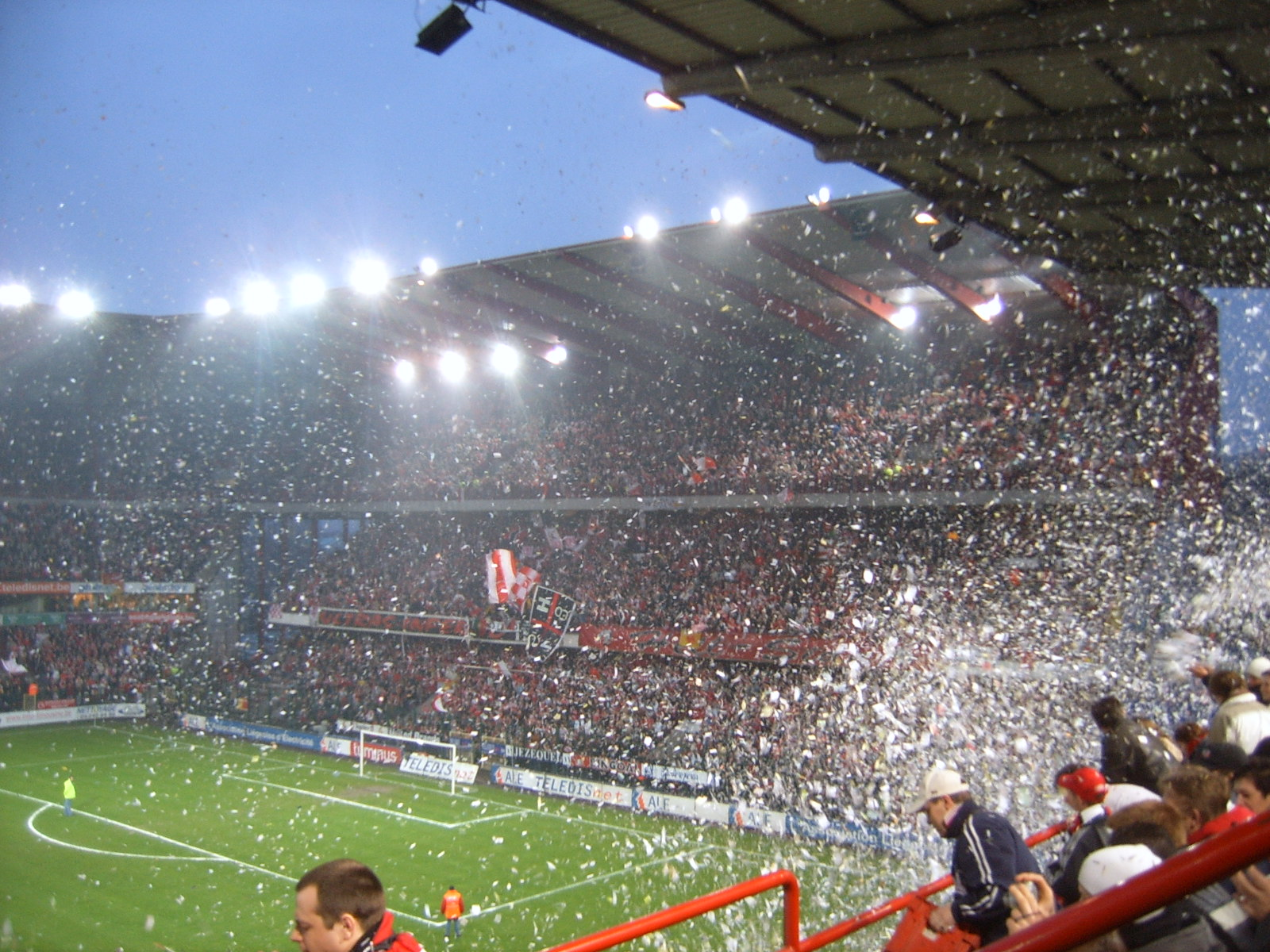
Côté terril (Tribune 3)
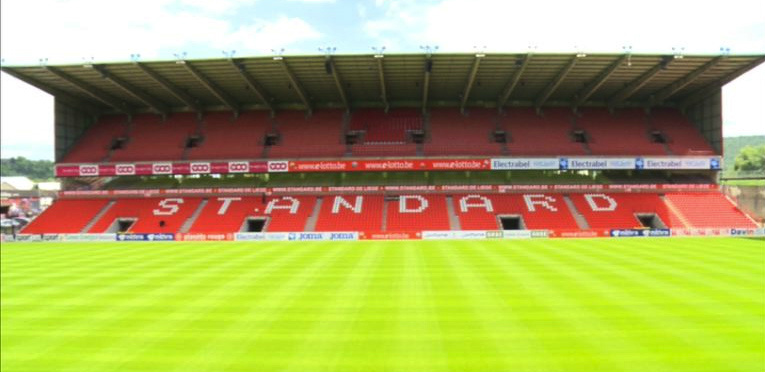
Tribune 2 du Kop rouche
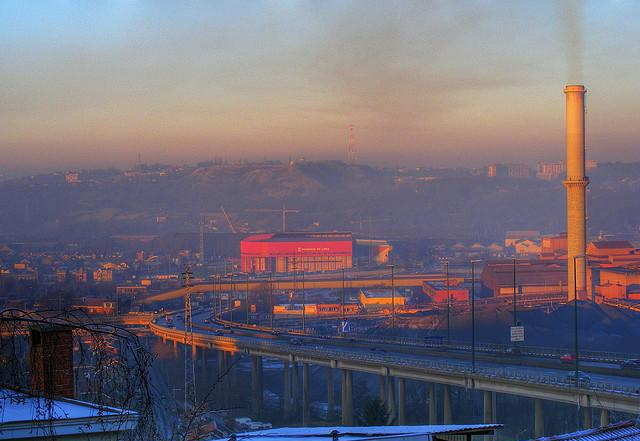
Vue depuis Ougrée-Haut